# Parti socialiste (Frankreich)
Die Parti socialiste ([paʁˈti ˌsosjaˈlist], Abkürzung PS), deutsch Sozialistische Partei, ist eine politische Partei in Frankreich. Sie verfolgt eine demokratisch-sozialistische bzw. sozialdemokratische Programmatik und gehört der Sozialdemokratischen Partei Europas, der Progressiven Allianz sowie der Sozialistischen Internationale an. In der Fünften Republik stellte sie bislang mehrere Premierminister und zwei Staatspräsidenten: François Mitterrand (1981–1995) und François Hollande (2012–2017).

## Parteigeschichte
Die PS ist 1969 aus der Section française de l’Internationale ouvrière (SFIO; französische Sektion der Arbeiter-Internationale) und dem Parti Radical Socialiste bzw. Parti Socialiste Unifié entstanden und wurde im Mai 1969 beim Parteitag in Alfortville auf Initiative von Alain Savary gegründet. Auf dem darauffolgenden Parteitag in Issy-les-Moulineaux im Juli 1969 wurde der Gründungsprozess abgeschlossen und Alain Savary zum Generalsekretär gewählt.
Traditionell war die französische Linke in die größere Kommunistische Partei (PCF) und mehrere kleine sozialistische Strömungen und Parteien gespalten, wobei die Arbeiterschaft sich vorwiegend im PCF organisierte, während sich die stark antikommunistische SFIO im Laufe der Nachkriegsgeschichte immer stärker zu einer Honoratiorenpartei entwickelte. In den 1960er Jahren, als der sozialistische Präsidentschaftskandidat Gaston Defferre nur noch 5 Prozent erreichte, erneuerten sich die sozialistischen und sozialdemokratischen Strömungen in Frankreich in ca. 120 verschiedenen Clubs. Im Mai 1968, als Paris und ganz Frankreich zeitweilig durch eine Welle von Streiks stillstanden, offenbarte sich die Schwäche dieser mangelnden programmatischen und organisatorischen Einheit der sozialistischen Linken, die zur Gründung der PS führte. Erst die Einigung der nichtkommunistischen Linken im PS als damals drittstärkster politischer Kraft ermöglichte die Reaktivierung des Bündnisses mit dem PCF, aus dem letztlich die Präsidentschaft François Mitterrands resultierte.

### Die Ära Mitterrand

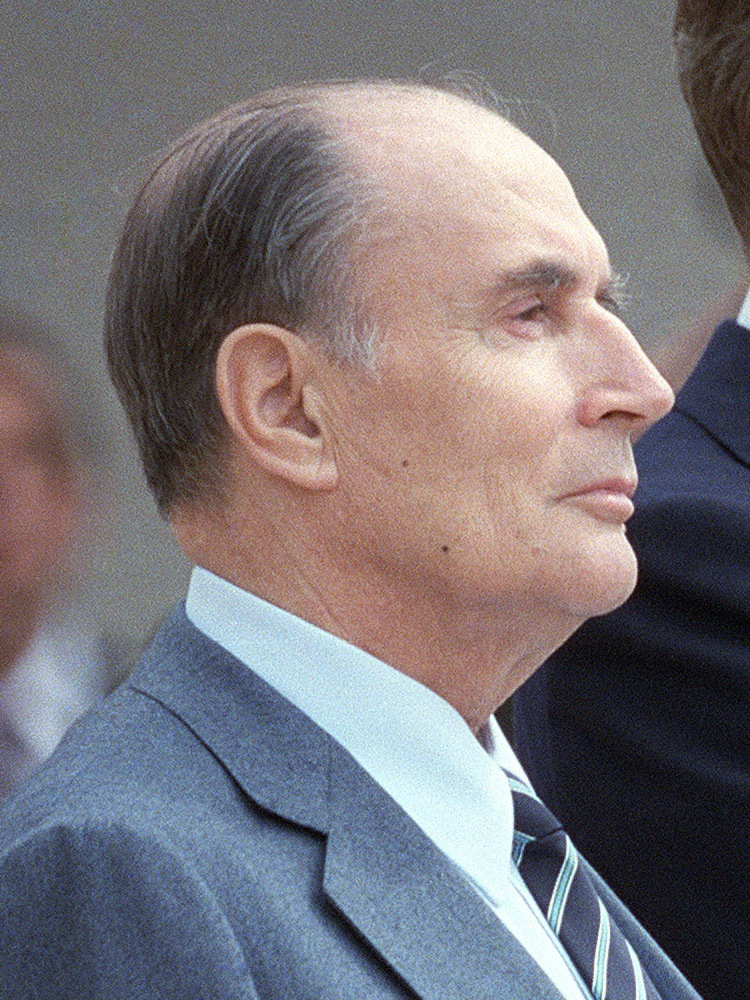
François Mitterrand (1984)

1971 fusionierte die PS mit der Fédération de la Gauche Démocrate et Socialiste bzw. der Convention des Institutions Républicaines (CIR). François Mitterrand war 1971 bis 1981 Erster Sekretär der PS. Die Partei erlebte unter seiner Führung beim Parteitag in Épinay-sur-Seine eine Neuorientierung. 1972 unterzeichneten Mitterrand und Georges Marchais ein gemeinsames Regierungsprogramm von Sozialisten und Kommunisten, das die Grundlage für gemeinsame erfolgreiche Wahlkämpfe war und auf einer Ablehnung des Kapitalismus basierte.
Mit der Wahl François Mitterrands zum Präsidenten 1981 gelangte die PS erstmals an die Macht. Mitterrands Zeit als PS-Vorsitzender endete; Lionel Jospin war 1981 bis 1988 PS-Vorsitzender.  Die Regierung versuchte etwa zwei Jahre lang, die Nachfrage (mit Verstaatlichungen, Gehaltserhöhungen und Arbeitszeitverkürzungen) anzukurbeln. 1983 schlug die PS eine neue Richtung ein, die de facto die Abkehr der Partei von einer sozialistischen hin zu einer pragmatisch-sozialdemokratischen Wirtschaftspolitik bedeutete. Wegen der von Jacques Delors gegen die schlechte Wirtschaftslage und das Haushaltsdefizit eingeleiteten Austeritätsmaßnahmen, über die sich PS und PCF nicht einigen konnten, zerbrach ihre Regierungskoalition. Am 17. Juli 1984 endete das Kabinett Mauroy III; ihm folgte das Kabinett Fabius (PS / PRG).
Seit dieser Zeit ist die PS sowohl in der Nationalversammlung als auch im politischen Leben Frankreichs im Allgemeinen die größere und tonangebende politische Kraft der Linken.
Die PS bestand traditionell aus vier Strömungen (Courants):
- dem Courant Mitterrand, die größte, linkspragmatische Strömung mit Anhängern der ehemaligen CIR, der später durch Lionel Jospin, Laurent Fabius, Ségolène Royal und Bertrand Delanoë repräsentiert wurde (auch social-libéral oder social-démocrate genannt)
- dem Courant Mauroy/Defferre, den „Bürgermeisterflügel“, der sich aus ehemaligen SFIO-Mitgliedern rekrutierte und von Pierre Mauroy und Gaston Defferre repräsentiert wurde
- dem Courant Rocard, linkssozialdemokratische Mitglieder des ehemaligen PSU und des Gewerkschaftsbundes CFDT, ihre Forderung war bis in die 1980er Jahre die Kollektive Selbstverwaltung der Unternehmen durch die Beschäftigten, später vertraten sie auch linksliberale Ideen als Gegengewicht zur traditionellen Betonung des Staates – unter Führung Michel Rocards sowie
- dem orthodox-marxistisch orientierten Flügel unter Jean-Pierre Chevènement, der sich im Centre d’Études, de Recherches et d’Éducation Socialistes (CÉRÉS) organisiert hatte.

Mitterrand forderte 1989 als Bedingung für sein Akzeptieren des deutschen Wiedervereinigungsprozesses mehr europäische Integration im Wege einer Wirtschafts- und Währungsunion; auf dem Europäischen Gipfel in Straßburg (8. und 9. Dezember 1989) wurden wichtige Entscheidungen zur Einführung des Euro getroffen.
Am 2. August 1990 besetzten irakische Truppen auf Befehl des irakischen Diktators Saddam Hussein Kuwait. Eine Koalition von 20 Staaten, angeführt von den USA, trafen daraufhin Vorbereitungen für den Zweiten Golfkrieg und bereiteten Kampfhandlungen vor.
Mitterrand befürwortete eine Beteiligung Frankreichs am Zweiten Golfkrieg (Opération Daguet). Jean-Pierre Chevènement und seine Anhänger, die diesen Krieg ablehnten, traten aus der PS aus und gründeten die Bewegungen Mouvement des citoyens (MDC) und Gauche Socialiste (GS).
Mitterrands Wahl(kampf)programm „110 Vorschläge“ hatte vor allem Deficit-spending-Maßnahmen aufgelistet; diese sollten zusätzliche Arbeitsplätze schaffen und die Nachfrage dauerhaft anheben. Die Staatsverschuldung stieg; die Arbeitslosigkeit ebenfalls.
Dies war wohl eine wesentliche Ursache für die schwere Niederlage der PS bei der Parlamentswahl 1993. 
1993 erhielt der Jugendverband Mouvement des Jeunes Socialistes (MJS) seine strukturelle Unabhängigkeit von der Partei.

### Nach Mitterrand

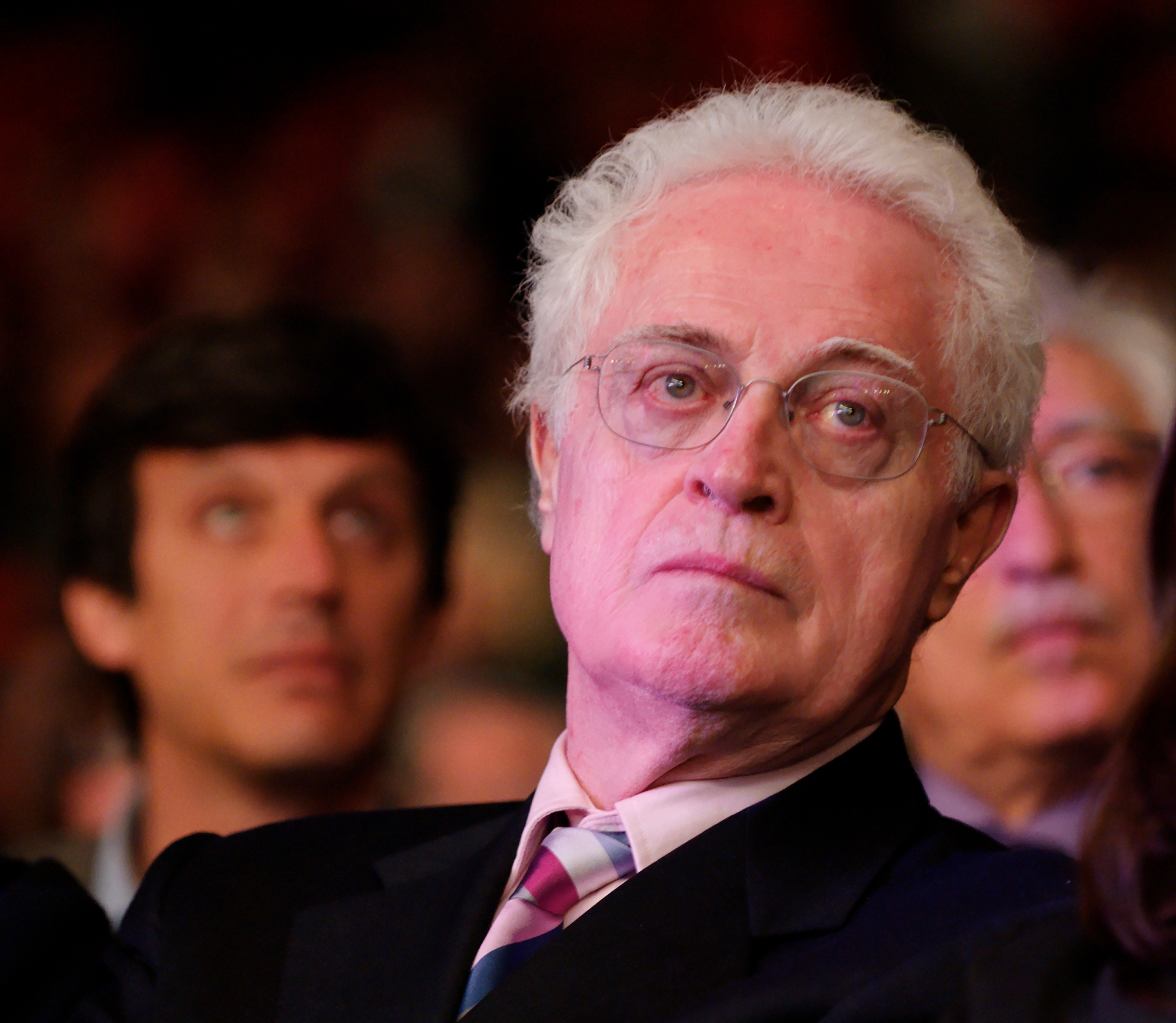
Lionel Jospin (2008)

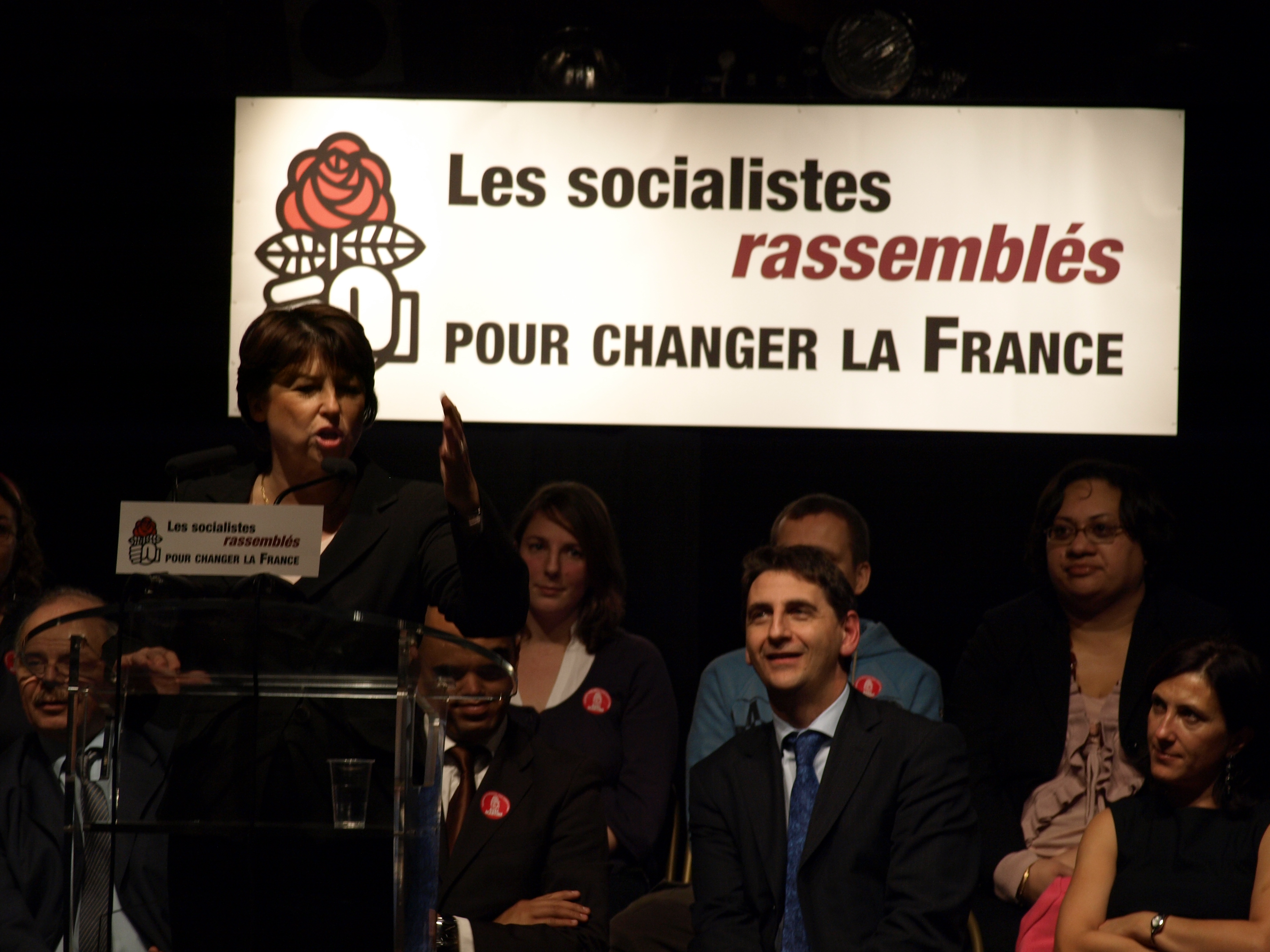
Martine Aubry bei einer Rede (2008)

Als Favorit auf die Nachfolge Mitterrands galt für die Sozialisten Jacques Delors, der aber im Dezember 1994, wenige Monate vor der Präsidentschaftswahl 1995, seinen Verzicht auf eine Kandidatur erklärte. In einer Urwahl setzte sich schließlich Lionel Jospin mit knapp zwei Dritteln der Stimmen gegen den damaligen Ersten Sekretär der PS, Henri Emmanuelli, durch. Jospin verlor die Präsidentschaftswahl gegen Jacques Chirac.
Unmittelbar nach der Präsidentschaftswahl wurde Jospin Erster Sekretär der Parti Socialiste. Er führte die PS in die vorgezogenen Neuwahlen 1997, die die Partei an der Spitze der Gauche plurielle überraschend gewinnen konnte. Jospin wurde Premierminister in einer Cohabitation, sein Nachfolger an der Parteispitze François Hollande. Unter Jospin als Premierminister (1997 bis 2002) trat eine Konjunkturerholung ein. In dieser Zeit kam es außerdem zur Umsetzung des Vertrags von Amsterdam, zur Einführung des Euro, zur Umsetzung des Pacte civil de solidarité (PACS, vergleichbar der deutschen eingetragenen Lebenspartnerschaft) und zu Privatisierungen staatlicher Unternehmen. Auch die Einführung der 35-Stunden-Woche wurde von der Regierung Jospin initiiert.
Inzwischen formierten sich im PS neue Strömungen, wie
- der Courant Nouveau Parti Socialiste mit Arnaud Montebourg, Vincent Peillon und Benoît Hamon, die u. a. im Rahmen der Convention pour la sixième République eine neue Verfassung fordern
- der Courant Nouveau Monde mit Henri Emmanuelli und Jean-Luc Mélenchon, der 2008 die Partei verließ
- der Courant Socialisme et Démocratie, der von Dominique Strauss-Kahn dominiert wurde, und
- der Courant Réformer (Aubryistes), der von Martine Aubry angeführt wurde.

Am 21. April 2002 durchlebte die Partei bei den Präsidentschaftswahlen ein wahres Trauma, als ihr Kandidat und amtierender Premierminister Lionel Jospin mit nur 16 Prozent der Wählerstimmen im ersten Wahlgang die Stichwahl verpasste, in der stattdessen der rechtsextreme Jean-Marie Le Pen dem Amtsinhaber Jacques Chirac gegenüberstand. Die PS-Anhänger sahen sich dadurch gezwungen, mit Chirac einen politischen Gegner zu unterstützen, um Jean-Marie Le Pen abzuwehren. Die Niederlage Jospins war für die meisten Beobachter im In- und Ausland überraschend, da Umfragen zuvor ein Kopf-an-Kopf-Rennen zwischen Jospin und Chirac prognostiziert hatten und Le Pens Stimmanteil viel zu niedrig vorausgesagt worden war. Die Niederlage führte zum Rückzug Jospins aus der aktiven Politik. In der Folge verlor die PS auch die Wahlen zur Nationalversammlung im Juni 2002.
Der Parteitag von Dijon 2003 stand, geprägt von den Wahlniederlagen 2002, sowohl im Zeichen einer Rückbesinnung auf die Grundwerte als auch der Besorgnis angesichts steigender Popularität des rechtsradikalen Front National Le Pens. So kam es zu einer Distanzierung vom traditionellen Sozialismus französischer Prägung mit seiner im europäischen Vergleich weiter links angesiedelten Philosophie hin zu einer stärker sozialdemokratisch orientierten Richtung, für die Guy Mollet zum Symbol wurde.
Bei den Regionalwahlen 2004 gewannen die Sozialisten in allen Regionen Metropolitan-Frankreichs mit Ausnahme des Elsass und Korsikas und wurden durch das Abschneiden bei den Europawahlen wenige Monate später bestätigt. Allerdings lässt sich nicht eindeutig feststellen, ob hinter diesen für die Partei positiven Ergebnissen nicht eher eine Ablehnung der Politik der damaligen Regierung als Motiv stand. Die strafrechtlich relevanten Skandale des Präsidenten Jacques Chirac und des Vorsitzenden seiner Partei Alain Juppé wurden von Beobachtern ebenfalls als Grund für den Wiederaufschwung der PS aufgefasst.

### Die Debatte um die Europäische Verfassung
Die Debatte um die Europäische Verfassung spaltete die Partei, da die Debatte sowohl parteiintern als auch vom politischen Gegner dazu genutzt wurde, Einfluss im Hinblick auf die Präsidentschaftswahlen 2007 zu gewinnen bzw. die Partei zu schwächen.
Bei einem parteiinternen Referendum Ende 2004 sprach sich die Mehrheit der Parteimitglieder zunächst für eine Ratifizierung der Europäischen Verfassung aus.
Beim Referendum am 29. Mai 2005 über die Europäische Verfassung war die PS tief gespalten: Während Parteichef François Hollande für die Annahme plädierte, wirkten Henri Emmanuelli und Laurent Fabius gegen die Annahme der Verfassung. Als beim Referendum die Befürworter unterlagen, wurden bei der darauffolgenden Parteiversammlung am 4. Juni 2005 Mitglieder, die sich entgegen der mehrheitlichen Ansicht der Partei für eine Ablehnung der Verfassung starkgemacht hatten – obwohl Vertreter der Mehrheitsmeinung innerhalb der Bevölkerung –, aus der Parteiführung auf nationaler Ebene ausgeschlossen.
François Hollande kündigte in seiner Funktion als Parteivorsitzender für den 18. November 2005 einen vorgezogenen Parteitag an.
Konkreter und über personengebundene Strömungen hinweg lässt sich der französische Sozialismus in vier Hauptfraktionen unterteilen:
- diejenigen, die die Hauptaufgabe der Sozialisten in einer fortschrittlicheren Verwaltung des liberalen Systems sehen, nach dem Beispiel Tony Blairs, für den eine Anpassung an das System notwendig erscheint, um es in der Folge gerechter zu gestalten
- diejenigen, denen gesellschaftliche Veränderungen nach Beispiel Zapateros mehr bedeuten als soziale Veränderungen
- diejenigen, die alles auf den Kampf für einen sozialen Ausgleich und strukturelle Veränderungen der Marktwirtschaft nach dem Beispiel Jospins setzen
- diejenigen, die als Marxisten des linken Flügels daran festhalten, der Kapitalismus sei als Gesellschaftsform überholt – geteilter Meinung über die Ergebnisse des Referendums, aber dadurch insgesamt in ihrer Linie bestärkt.

### Ab 2007: tiefe Krise und Erholung
Als Kandidatin der Parti Socialiste für die Präsidentschaftswahl 2007 setzte sich in einer Urwahl Ségolène Royal gegen Laurent Fabius und Dominique Strauss-Kahn durch. Royal profilierte sich im Wahlkampf teilweise gegen ihre Partei und führte einen stark auf ihre Person zugeschnittenen Wahlkampf. Sie konnte damit ein gutes Wahlergebnis erreichen: Mit 25,87 Prozent erreichte sie im ersten Wahlgang das beste Ergebnis eines Präsidentschaftskandidaten der PS seit François Mitterrand, im zweiten Wahlgang unterlag sie Nicolas Sarkozy (UMP) mit 47 zu 53 Prozent.
Im Anschluss an die Präsidentschaftswahl und die ebenfalls verlorene, unmittelbar folgende Parlamentswahl verschärften sich die Richtungsstreitigkeiten innerhalb der Parti Socialiste, auch bedingt durch die anfangs große Popularität Sarkozys und seinen Ansatz, führende Politiker der französischen Linken in seine Regierung einzubinden. Die Auseinandersetzungen eskalierten auf dem Parteikongress in Reims 2008. Bei der Abstimmung über das Arbeitsprogramm erhielt die Strömung um Ségolène Royal mit 29 Prozent die meisten Stimmen, war aber deutlich von einer eigenen Mehrheit entfernt. Auch den Strömungen um Bertrand Delanoë (25 Prozent), Martine Aubry (24 Prozent) und Benoît Hamon (19 Prozent) gelang es nicht, sich auf eine gemeinsame Arbeitsgrundlage zu einigen.
Bei der Urwahl des Ersten Sekretärs der PS, die unmittelbar auf den Kongress von Reims folgte, bewarben sich Martine Aubry, Benoît Hamon und Ségolène Royal. Der amtierende Erste Sekretär François Hollande hatte bereits im Vorfeld des Kongresses erklärt, nicht wieder für das Amt zu kandidieren, der nach Umfragen favorisierte Pariser Bürgermeister Bertrand Delanoë verzichtete auf eine Kandidatur und rief zur Wahl von Martine Aubry auf. Den ersten Wahlgang am 20. November 2008 gewann Ségolène Royal mit 42,9 Prozent der Stimmen vor Martine Aubry (34,5 Prozent) und Benoît Hamon (22,6 Prozent). Für die Stichwahl am folgenden Tag rief Hamon zur Wahl von Aubry auf. Das erste Ergebnis für diese Stichwahl sah Martine Aubry als Siegerin mit 42 Stimmen Vorsprung vor Royal (50,02 zu 49,98 Prozent). Das Lager um Royal warf der Parteiführung (die Aubry unterstützt hatte) und dem Lager Aubrys vor, die Wahlen manipuliert zu haben. Die Parteiführung ließ daraufhin eine Nachzählung vornehmen, die den Sieg Aubrys bestätigte, mit etwas größerem Abstand von 102 Stimmen; dieses Ergebnis bestätigte anschließend auch der Parteitag. Die Ankündigung des Lagers um Royal, das Ergebnis vor öffentlichen Gerichten anzufechten, wurde im Laufe der folgenden Monate fallengelassen. Spekuliert wurde in den Medien, dass es zu einer Spaltung der PS in zwei oder sogar vier Gruppen kommen könnte, was allerdings Vertreter aller Strömungen ausschlossen.
Die Auseinandersetzungen um den Parteikongress von Reims gelten als eine der Ursachen für die schwere Niederlage der Parti Socialiste bei den Europawahlen 2009: Die PS kam nur noch auf 16,5 Prozent der Stimmen (−12,4 Prozentpunkte gegenüber 2004) und konnte die führende Position im linken Lager nur knapp vor den Grünen (16,3 Prozent) behaupten.
Martine Aubry und der Führung der PS, in die Aubry alle bedeutenden Strömungen außer der um Royal einband, gelang es aber, die Parti Socialiste wieder zu stabilisieren. Begünstigt wurde sie dabei auch dadurch, dass die Regierung von Nicolas Sarkozy an Beliebtheit verlor und einige ihrer Maßnahmen, insbesondere Reformen im Sozialbereich, auf massive Proteste in der Bevölkerung stießen.
Bei den Regionalwahlen 2010 konnte die PS sein Ergebnis von 2004 noch leicht steigern. Im ersten Wahlgang erhielt er 29 Prozent der Stimmen. Im Gesamtergebnis gewann die politische Linke unter Führung der PS alle Regionen des europäischen Frankreichs mit Ausnahme des Elsass und gewann dabei Korsika hinzu. Auch bei den Kantonalwahlen 2011 konnte die PS gemeinsam mit den anderen Parteien der Linken nochmals hinzugewinnen. Im Ergebnis führte dies dazu, dass die Linke bei der Senatswahl 2011 erstmals die Mehrheit im französischen Senat gewann, wobei die PS 28 Senatoren hinzugewinnen konnte.

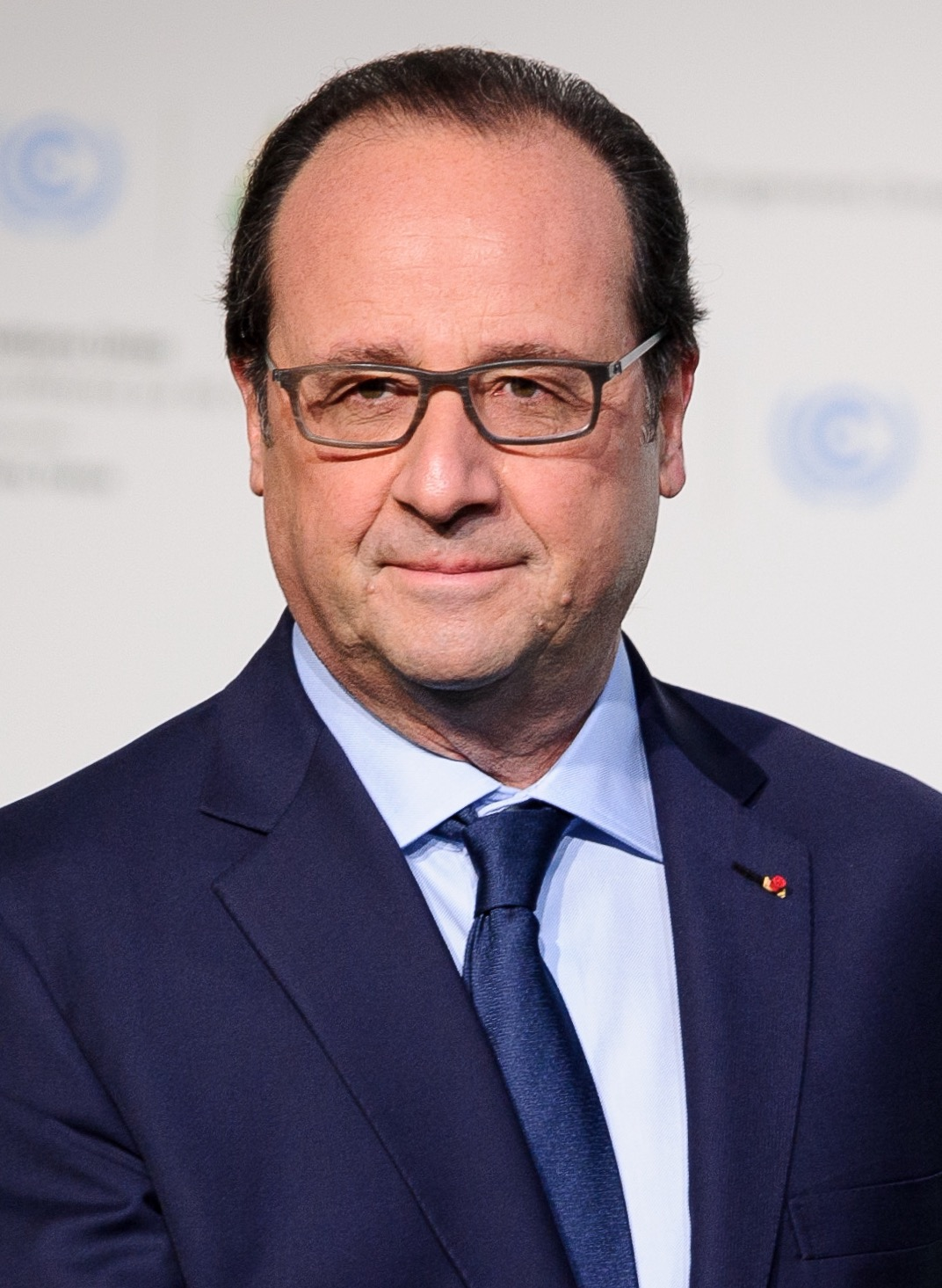
François Hollande, Präsident von Frankreich (2012–17)

### Wahlsiege 2012
Für die Nominierung des Präsidentschaftskandidaten 2012 entschied sich der Parti Socialiste für Vorwahlen, an denen auch Nichtmitglieder teilnehmen konnten (primaires citoyennes). Es bewarben sich Martine Aubry, Jean-Michel Baylet vom PRG, François Hollande, Arnaud Montebourg, Ségolène Royal und Manuel Valls. Die Vorwahlen gewann François Hollande in der Stichwahl gegen Martine Aubry.
François Hollande gewann die Präsidentschaftswahl in der Stichwahl am 6. Mai 2012 mit 51,62 Prozent der Stimmen gegen Amtsinhaber Nicolas Sarkozy. Damit war die PS nach 10 Jahren Opposition wieder in der Regierung vertreten und stellte (erstmals seit 1995) den Präsidenten. Bei den Parlamentswahlen im Juni 2012 erreichte die PS 29,4 % der Stimmen, verfehlte damit knapp die absolute Mehrheit der Mandate und erreichte mit anderen linken Parteien eine deutliche Mehrheit im Parlament. Erstmals in der Fünften Republik stellte damit die Linke den Staatspräsidenten und die Mehrheit in beiden Parlamentskammern (Nationalversammlung und Senat).

### Präsidentschaft von François Hollande
Auf die Wahl von Hollande zum neuen Staatspräsidenten folgte ein Wechsel an der Parteispitze: Martine Aubry gab ihren Posten auf, zu ihrem Nachfolger wurde im Oktober 2012 Harlem Désir gewählt.
Die Regierung unter Hollande und Premierminister Jean-Marc Ayrault verlor rasch an Popularität. Dies führte zu einer deutlichen Wahlniederlage des PS bei den Kommunalwahlen 2014. Nach dieser Niederlage trat die Regierung Ayrault zurück, neuer Premierminister wurde Manuel Valls. Auch an der Parteispitze kam es zu einem Wechsel, dort löste Jean-Christophe Cambadélis Harlem Désir ab. Auch bei der Europawahl 2014 verlor die PS deutlich und erreichte nur 14 Prozent der Stimmen und Platz 3 hinter dem Front National und der UMP. Bei den Senatswahlen 2014 verlor die PS 17 Sitze und die Linke insgesamt die Mehrheit im Senat. Bei den Départementwahlen 2015 verlor die Linke insgesamt 28 Präsidenten der Départementräte bei einem Zugewinn, die PS stellt nun noch 26 (zuvor 48).
Die Regierungsjahre waren geprägt von einer Auseinandersetzung um die Wirtschafts-, Sozial- und Finanzpolitik der Regierung. Nachdem Präsident Hollande zum Jahresanfang 2014 einen Kurswechsel hin zu einer liberalen und auf Haushaltskonsolidierung orientierten Politik ankündigte, den die Regierung insbesondere nach dem Wechsel zu Manuel Valls vollzog, bildete sich eine innerparteiliche Opposition, deren Kern ca. 40 Parlamentsabgeordnete, die sogenannten frondeurs, sind. Im April 2014 enthielten sich 41 Abgeordnete des PS bei der Abstimmung über das von Manuel Valls eingebrachte Stabilitätsprogramm, 3 stimmten dagegen. Ende August 2014 trat die Regierung Valls zurück, nachdem Wirtschaftsminister Arnaud Montebourg und Bildungsminister Benoît Hamon scharfe Kritik an der Regierungspolitik und an Hollande geübt hatten. Bei der Abstimmung über die Regierungserklärung der neu gebildeten Regierung Valls II, dem auf ausdrücklichen Wunschs Hollandes keine Kritiker der Wirtschaftspolitik mehr angehörten, enthielten sich 31 sozialistische Abgeordnete, wodurch die Regierung die absolute Mehrheit verfehlte. Nachdem die frondeurs ihre Ablehnung ankündigten, konnte die Regierung im Juni 2015 eine Abstimmungsniederlage über ein umfassendes wirtschaftspolitisches Reformprogramm (Loi Macron) nur vermeiden, indem sie auf eine Ausnahmeregelung der Verfassung zurückgriff, die ein Inkraftsetzen eines Gesetzes ohne Zustimmung der Nationalversammlung erlaubt, wenn dort kein Misstrauensantrag erfolgreich ist.
Für den Kongress des PS in Poitiers erzielte der vom amtierenden Ersten Sekretär Jean-Christophe Cambadélis vorgelegte Programmtext, der weitgehend die Regierungspolitik unterstützte und von den meisten Parteigrößen außerhalb der frondeurs unterzeichnet wurde mit 60 Prozent eine klare Mehrheit; der von den frondeurs vorgelegte Text erreichte 29 Prozent. Bei der anschließenden Urwahl des Ersten Sekretärs erreichte Cambadélis gut 70 Prozent der Stimmen gegenüber dem von den frondeurs aufgestellten Christian Paul.

### Absturz bei den Wahlen 2017
Längere Zeit blieb unklar, ob François Hollande erneut als Kandidat bei der Präsidentschaftswahl 2017 antreten würde. Am 1. Dezember 2016 erklärte Hollande seinen Verzicht auf eine erneute Kandidatur. Wie erwartet kündigte kurz darauf Premierminister Manuel Valls seine Kandidatur an und trat vom Premierministeramt zurück. Bereits zuvor hatten mehrere Bewerber aus dem Umfeld der frondeurs ihre Kandidatur angekündigt, insbesondere der frühere Wirtschaftsminister Arnaud Montebourg und der frühere Bildungsminister Benoît Hamon. Insgesamt nahmen an der Vorwahl, die die PS gemeinsam mit mehreren verbündeten Parteien in der sogenannten Belle Alliance Populaire durchführte, die in der nachstehenden Tabelle aufgeführten Personen teil; zwei weitere Bewerbungen wurden wegen fehlender Unterstützungsunterschriften zurückgewiesen.
In der ersten Abstimmungsrunde am 23. Januar 2017 erhielten Benoît Hamon und Manuel Valls die meisten Stimmen (etwa 36 % bzw. 31 %), verfehlten jedoch beide deutlich die absolute Mehrheit. Am 29. Januar fand zwischen ihnen die Stichwahl statt. Diese gewann Hamon deutlich mit 59 % der Stimmen.
| Kandidat                     | Erster Wahlgang am 22. Januar | Erster Wahlgang am 22. Januar | Zweiter Wahlgang am 29. Januar | Zweiter Wahlgang am 29. Januar |
| Kandidat                     | Stimmen                       | %                             | Stimmen                        | %                              |
| ---------------------------- | ----------------------------- | ----------------------------- | ------------------------------ | ------------------------------ |
| Benoît Hamon (PS)            | 596.647                       | 36,03                         | 1.181.872                      | 58,69                          |
| Manuel Valls (PS)            | 521.238                       | 31,48                         | 831.871                        | 41,31                          |
| Arnaud Montebourg (PS)       | 290.070                       | 17,52                         | –                              | –                              |
| Vincent Peillon (PS)         | 112.718                       | 6,81                          | –                              | –                              |
| François de Rugy (UDI/PE)    | 63.430                        | 3,83                          | –                              | –                              |
| Sylvia Pinel (PRG)           | 33.067                        | 2,00                          | –                              | –                              |
| Jean-Luc Bennahmias (UDE/FD) | 16.869                        | 1,02                          | –                              | –                              |
| Leere Stimmzettel            | 11.766                        | 0,7                           |                                |                                |
| Ungültige Stimmen            | 10.114                        | 0,61                          |                                |                                |
| Stimmen gesamt               | 1.655.919                     | 100,00                        |                                |                                |

Nachdem der ursprünglich als chancenlos eingeschätzte Hamon in Umfragen unmittelbar nach der Vorwahl zu den bis dahin führenden Kandidaten Emmanuel Macron, François Fillon und Marine Le Pen aufschließen konnte, verlor er im weiteren Verlauf des Wahlkampfs zusehends in den Umfragen, bis er vor dem ersten Wahlgang am 23. April 2017 nur noch an fünfter Stelle hinter den genannten und Jean-Luc Mélenchon lag. Am 29. März verkündete Manuel Valls öffentlich, er selbst werde bei der Wahl für Emmanuel Macron stimmen. Diese Äußerung Valls’ stand in offenem Widerspruch zu dem Versprechen, den Gewinner der Vorwahlen zu unterstützen, das Valls wie alle anderen Vorwahlkandidaten abgegeben hatte. Sie verschärfte die Krise, in der sich die Partei nicht erst seit dem Wahlkampf befand, und führte zu scharfen Kritiken an Valls. Dessen Verhalten wurde von vielen Angehörigen und Anhängern des PS als Verrat an der Partei gewertet. Aber auch Hamon wurde kritisiert, weil er bereits vor dem Wahlkampf als Mitglied der Frondeurs zur Zwietracht innerhalb der Partei beigetragen und im Wahlkampf keine Anstrengungen unternommen habe, die Linke zu vereinen und insbesondere das Lager von Valls und Hollande einzubinden.
Bei der Präsidentschaftswahl erhielt Hamon mit 6,36 Prozent der Stimmen das bis dahin mit Abstand schlechteste Ergebnis eines Kandidaten der PS in der Geschichte der Partei. Auch bei der folgenden Parlamentswahl stürzte die PS ab und erhielt im ersten Wahlgang nur noch 7,44 Prozent der Stimmen. Im zweiten Wahlgang konnte sie noch 30 Parlamentsmandate gewinnen.
Am Abend des zweiten Wahlgangs der Parlamentswahl trat der Parteivorsitzende Jean-Christophe Cambadélis zurück. Dagegen wurde der erst im Dezember 2016 gewählte Fraktionsvorsitzende Olivier Faure im Amt bestätigt. Ende Juni kündigte Manuel Valls seinen Austritt aus der PS an, er war bereits bei der Parlamentswahl nicht als Kandidat der PS angetreten. Anfang Juli 2017 kündigte auch Benoît Hamon an, die PS zu verlassen.
Bei der Abstimmung über das politische Programm der Regierung Philippe am 4. Juli 2017 enthielt sich der Großteil der Parlamentsfraktion der Parti Socialiste, die nun unter den Namen Nouvelle Gauche firmiert.

### Seit 2017
Am 8. Juli 2017 setzte der Parteivorstand eine sechzehnköpfige kommissarische Parteiführung ein, nur einen Tag später trat allerdings Ericka Bareigts aus dieser zurück. Anders als ursprünglich geplant gehört der Führung auch eine Person aus dem Umfeld von Hamon an.
Im März 2018 führte die PS die im Vorfeld eines Parteikongresses übliche Urwahl über die politischen Programme der einzelnen Strömungen und damit faktisch über den Ersten Sekretär der Partei durch. Dabei erhielt der von Olivier Faure, dem Fraktionsvorsitzenden der PS, vorgelegte Programmtext 48,6 Prozent der Stimmen. Der Erstunterzeichner des zweitplatzierten Programmtextes, Stéphane Le Foll (26,1 Prozent), erklärte seinen Verzicht auf eine Kandidatur bei der Stichwahl um das Amt des Ersten Sekretärs, so dass Faure einziger Kandidat für diese Funktion war; er erhielt bei dieser Urwahl am 29. März 86 Prozent der Stimmen. Bei der Programmabstimmung kam ein weiterer Text von Emmanuel Maurel kam auf 19,0 Prozent, der von Luc Carvounas erreichte 6,4 Prozent. Dabei stimmten nur rund 37.000 der gut 100.000 Mitglieder der Partei ab, die schwächste Wahlbeteiligung in ihrer Geschichte bei einer Programmabstimmung.
Wenige Tage nach der Urwahl kündigte die Jugendorganisation der Partei, das Mouvement des Jeunes Socialistes (MJS) an, sich von der Parti Socialiste lösen zu wollen; man werde künftig die Bewegung von Benoît Hamon, Génération.s, unterstützen. Parallel zum Parteitag der PS in Aubervilliers änderte ein Kongress des MJS entsprechend die Statuten; allerdings nahmen an dem Kongress nur die Befürworter der Ablösung teil, während Gegner auf dem Parteitag der PS ankündigten, in der PS zu bleiben und den Namen der Bewegung zu beanspruchen.

### Präsidentschafts- und Parlamentswahlen 2022
Bei den Präsidentschaftswahlen 2022 erreichte die PS-Kandidatin und Bürgermeisterin von Paris, Anne Hidalgo, nur 1,75 % der abgegebenen Wählerstimmen im ersten Wahlgang und unterbot damit Benoît Hamons Negativrekord von 2017. In die Stichwahl zwischen den beiden Bestplatzierten kamen wie 2017 Emmanuel Macron und Marine Le Pen.
Daraufhin trat die PS-Führung in Verhandlungen zu einem linken Wahlbündnis für die Wahlen zur Nationalversammlung im Juni 2022 ein, das die von Jean-Luc Mélenchon geführte Partei La France insoumise (LFI) vorgeschlagen hatte. Mélenchon hatte bei der Präsidentschaftswahl hinter Emmanuel Macron und Marine Le Pen mit 22 % den dritten Platz errungen. Am 4. Mai 2022 wurde bekanntgegeben, dass PS und LFI eine grundsätzliche Einigung erzielt hätten. Zuvor hatten sich bereits die Kommunistische Partei (PCF) und die linksökologische Europe Écologie-Les Verts (EELV) mit LFI geeinigt. Am 5. Mai 2022 stimmte der etwa 300 Personen starke nationale Parteitag (Conseil national) des PS über das Abkommen ab und nahm es mit einer Mehrheit von 167 zu 101 Stimmen (62,3 %) an. Damit trat die Partei in das Nouvelle Union populaire écologique et sociale („Neue ökologisch-soziale Volksunion“, NUPES) genannte Wahlbündnis ein. Dem Abkommen zufolge soll bei den Nationalversammlungswahlen in jedem Wahlkreis nur ein Kandidat der an NUPES beteiligten Parteien antreten; für die sozialistische Partei waren dabei 70 Wahlkreise reserviert, von denen etwa 20 von Massenmedien als „gewinnbar“ beurteilt wurden. Zum Zeitpunkt der Verhandlungen gehörten 29 der 577 Abgeordneten der französischen Nationalversammlung der PS-Fraktion an, darunter drei ohne PS-Parteimitgliedschaft.
Das Vorhaben des Bündnisses mit LFI wurde bereits während der Verhandlungen von einigen namhaften PS-Politikern kritisiert, etwa vom ehemaligen Staatspräsidenten François Hollande, den Ex-Premierministern Jean-Marc Ayrault und Bernard Cazeneuve, dem ehemaligen Parteivorsitzende Jean-Christophe Cambadélis und dem früheren Minister Stéphane Le Foll. Die parteiinternen Gegner des Bündnisses mit Mélenchon sahen darin nicht nur eine Unterwerfung unter dessen Partei LFI, sondern beanstandeten auch programmatische Inhalte, insbesondere eine Klausel, die Verstöße gegen Regeln der Europäischen Union vorsieht („désobéissance à l’Union Européenne“), sofern diese dem politischen Programm der Bündnispartner zuwiderliefen, sowie zahlreiche soziale Maßnahmen, die sie für nicht finanzierbar hielten. Hidalgo erklärte, sich nicht gegen ein Wahlbündnis stellen zu wollen, kritisierte aber, die Übereinkunft enthalte nicht die erforderlichen Garantien bezüglich der Treue zur NATO, der gemeinsamen europäischen Verteidigung und des Laizismus als zentrales gesellschaftspolitisches Prinzip. Der ehemalige PS-Abgeordnete Patrick Mennucci erklärte, mit dem Eintritt in NUPES sei die PS „keine Regierungspartei mehr, sondern eine Partei im Schlepptau aller möglichen Radikalismen“. Cazeneuve trat am 5. Mai aus der Partei aus. Andere PS-Politiker riefen die Parteiratsdelegierten trotz inhaltlicher Bedenken zur Annahme des Abkommens auf, darunter die Bürgermeisterin von Lille und ehemalige Ministerin Martine Aubry. Auch die sozialistischen Bürgermeister Nathalie Appéré (Rennes), Benoît Arrivé (Cherbourg-en-Cotentin), Olivier Bianchi (Clermont-Ferrand), Mathieu Klein (Nancy), Johanna Rolland (Nantes) und Cédric Van Styvendael (Villeurbanne) sprachen sich in einem gemeinsamen Aufruf für das Bündnis aus.

## Heutige Lage der Partei in der französischen Politik
Mit etwa 100.000 Mitgliedern war die Sozialistische Partei 2018 die viertgrößte Partei Frankreichs (nach En Marche!, Les Républicains und der Parti communiste français).
Seit 1958, dem Beginn der Fünften Republik, wurden zwei Sozialisten zum Präsidenten gewählt, nämlich François Mitterrand 1981 (1988 wiedergewählt) und François Hollande 2012. Bisher bekleideten neun Mitglieder der Partei das Amt des Premierministers, fünf unter Mitterrands Präsidentschaft (Pierre Mauroy 1981–1984, Laurent Fabius 1984–1986, Michel Rocard 1988–1991, Édith Cresson 1991–1992 und Pierre Bérégovoy 1992–1993), Lionel Jospin 1997–2002 unter Jacques Chiracs Präsidentschaft und Jean-Marc Ayrault 2012–2014, Manuel Valls 2014–2016 sowie Bernard Cazeneuve 2016–2017 unter Präsident François Hollande.
In der Nationalversammlung verfügt die PS in der Parlamentsfraktion Nouvelle Gauche nach der Wahl 2017 über 31 Abgeordnete, darunter drei Mitglieder anderer Parteien. Zwei Abgeordnete, die bei der Wahl für die PS kandidiert hatten, schlossen sich der Fraktion von La République en Marche an. In der 14. Legislaturperiode hatte die PS noch die absolute Mehrheit der Mandate inne.
Im Senat stellte die PS ab dem 1. Oktober 2011 erstmals in der Geschichte des Parlaments die stärkste Fraktion und verfügte gemeinsam mit anderen linken Parteien erstmals über die Mehrheit. Sie verlor diese Mehrheit 2014 wieder. Seit den Senatswahlen 2020 gehören der sozialistischen Fraktion 65 Abgeordnete an, davon sind vier Mitglieder anderer Parteien.

## Innerparteiliche Strömungen
Die PS ist traditionell von einer Vielzahl politischer Strömungen geprägt, die sich immer wieder neu gruppieren und insbesondere vor Parteitagen zu unterschiedlichen Bündnissen zusammenschließen. Dabei sind die Unterschiede zwischen den Strömungen teils inhaltlich begründet, teils aber auch durch Abneigungen oder Loyalitäten zwischen ihren Führungsfiguren.
Grob lassen sich innerhalb der PS vier Richtungen unterscheiden:
- der sozialistisch-linke Flügel: Prägende Figuren waren insbesondere Arnaud Montebourg und Benoît Hamon, wobei beide nach der Wahlniederlage 2017 die PS verlassen haben, aber weiterhin über Einfluss verfügen. Derzeitige Strömungen sind Maintenant la gauche um Marie-Noëlle Lienemann, Jérôme Guedj, Gérard Filoche und Emmanuel Maurel[43] sowie Un Monde d'Avance, gegründet von Benoît Hamon und Henri Emmanuelli.[44] Auch die nicht in einer der beiden genannten Strömungen organisierten frondeurs während der Amtszeit von Hollande werden meistens diesem Flügel zugeordnet.[45] Der Flügel lehnte die Regierungspolitik unter Hollande, insbesondere seit der Berufung von Valls zum Premierminister, offen ab, stimmte mehrfach gegen Gesetzesvorschläge der Regierung und brachte im Mai 2016 ein Misstrauensvotum gegen die Regierung Valls ein, um damit die Reform der Arbeitsgesetzgebung zu stoppen, das nur knapp scheiterte.[46]
- der sozialdemokratisch-linke Flügel: Führungsfigur ist hier Martine Aubry, Strömung das von ihr geleitete Réussir.[47] Auch aus diesem Flügel wurde vor allem die Wirtschaftspolitik von Hollande und Valls teils scharf kritisiert.[48][49] Der Flügel ist einer Eskalation an den entscheidenden Stellen aber ausgewichen: So unterzeichneten Aubry und ihr Umfeld im Vorfeld des Parteitags von Poitiers den Programmtext des amtierenden ersten Sekretärs Jean-Christophe Cambadélis[50] und unterstützten nicht das Misstrauensvotum gegen die Regierung Valls im Mai 2016.[51]
- der zentristische Flügel: Führungsfigur dieses Flügels war François Hollande (der als Staatspräsident offiziell nicht in der PS aktiv war), zuletzt mit Repondre à gauche.[52] Auf diesem Flügel sammelten sich die Unterstützer der Politik von Hollande.[53]
- der rechte oder sozial-liberale Flügel: Die zuletzt prägenden Personen waren Manuel Valls und Gérard Collomb, wobei beide nach der Wahl 2017 die Partei verlassen haben. Der Flügel organisiert sich in der Strömung Pôle des Réformateurs. Wie der zentristische Flügel unterstützte der sozial-liberale die Regierungspolitik unter Hollande, fokussierte dabei aber stärker auf Valls und Emmanuel Macron als auf Hollande.[54]

Daneben gibt es noch ein Netzwerk um Ségolène Royal (Désirs d'avenir), das zwischen dem zentristischen und dem sozial-liberalen Flügel verortet wird, seit Royals Niederlage bei der sozialistischen Vorwahl 2011 allerdings als schwach gilt. Große Bedeutung hatte außerdem lange Jahre das Umfeld von Laurent Fabius, das sich kaum in das klassische Schema einordnen lässt, weil Fabius immer wieder seine Positionen wechselte. Seit seiner Ernennung zum Präsidenten des Conseil constitutionnel ist Fabius allerdings offiziell nicht mehr aktiv in der PS tätig.

## Wahlergebnisse bei Präsidentschaftswahlen
| Jahr | Kandidat            | Stimmenanteil im 1. Wahlgang | Stimmenanteil im 2. Wahlgang |
| ---- | ------------------- | ---------------------------- | ---------------------------- |
| 1974 | François Mitterrand | 43,25 %                      | 49,19 %                      |
| 1981 | François Mitterrand | 25,86 %                      | 51,76 %                      |
| 1988 | François Mitterrand | 34,11 %                      | 54,02 %                      |
| 1995 | Lionel Jospin       | 23,30 %                      | 47,36 %                      |
| 2002 | Lionel Jospin       | 16,18 %                      |                              |
| 2007 | Ségolène Royal      | 25,87 %                      | 46,94 %                      |
| 2012 | François Hollande   | 28,63 %                      | 51,64 %                      |
| 2017 | Benoît Hamon        | 06,36 %                      |                              |
| 2022 | Anne Hidalgo        | 01,75 %                      |                              |

## Persönlichkeiten

### Staatspräsidenten
- François Hollande, Staatspräsident 2012–2017
- François Mitterrand, Staatspräsident 1981–1995

### Premierminister
- Jean-Marc Ayrault, Premierminister 2012–2014
- Pierre Bérégovoy, Premierminister 1992–1993
- Bernard Cazeneuve, Premierminister 2016–2017
- Édith Cresson, Premierminister 1991–1992
- Laurent Fabius, Premierminister 1984–1986
- Lionel Jospin, Premierminister 1997–2002
- Pierre Mauroy, Premierminister 1981–1984
- Michel Rocard, Premierminister 1988–1991
- Manuel Valls, Premierminister 2014–2016, 2017 aus der PS ausgetreten

### Erste Sekretäre
- 1969–1971: Alain Savary
- 1971–1981: François Mitterrand – bis zu seiner Präsidentschaft von 1981 bis 1995
- 1981–1988: Lionel Jospin – trotz einer Niederlage 1986 bei den Parlamentswahlen blieb er bis zum Erfolg der Partei bei den Präsidentschaftswahlen 1988 im Amt
- 1988–1992: Pierre Mauroy
- 1992–1993: Laurent Fabius – Rücktritt nach einer Niederlage bei den Parlamentswahlen
- 1993–1994: Michel Rocard – Rücktritt nach einer Niederlage bei den Europawahlen
- 1994–1995: Henri Emmanuelli
- 1995–1997: Lionel Jospin – bis zu seiner Ernennung zum Premierminister
- 1997–2008: François Hollande – Wahl beim Parteitag von Brest (1997), Wiederwahl in Grenoble (2000), Dijon (2003) und Le Mans (2005)
- 2008–2012: Martine Aubry – Aubry ließ ihr Amt wegen ihrer Teilnahme an den Vorwahlen für die Präsidentschaftskandidatur 2012 zwischen dem 30. Juni und dem 16. Oktober 2011 ruhen; die Amtsgeschäfte wurden in dieser Zeit von Harlem Désir als Premier secrétaire délégué wahrgenommen.
- 2012–2014: Harlem Désir
- 2014–2017: Jean-Christophe Cambadélis
- 2017–2018: Rachid Temal – als Sprecher einer kommissarischen kollektiven Parteiführung
- seit April 2018: Olivier Faure

### Weitere Persönlichkeiten
- Robert Badinter, Präsident des Conseil constitutionnel 1986–1995
- Claude Bartolone, Präsident der Nationalversammlung 2012–2017
- Jean-Pierre Bel, Präsident des Senats 2011–2014
- Jean-Louis Bianco, Generalsekretär der Präsidialverwaltung 1982–1991
- Claude Cheysson, EG-Kommissar 1973–1981 und 1985–1989
- Gérard Collomb, Bürgermeister von Lyon 2001 bis 2017, 2017 ausgetreten (Wechsel zu LREM, für diese Innenminister 2017 bis 2018 und nochmals Bürgermeister von Lyon 2018 bis 2020)
- Gaston Defferre, Bürgermeister von Marseille 1953–1986
- Bertrand Delanoë, Bürgermeister von Paris 2001–2014
- Jacques Delors, Präsident der Europäischen Kommission 1985–1995, Wirtschafts- und Finanzminister 1981–1984
- Roland Dumas, Präsident des Conseil constitutionnel 1995–2000
- Raymond Forni, Präsident der Nationalversammlung 2000–2002
- Benoît Hamon, Präsidentschaftskandidat 2017, 2017 ausgetreten
- Anne Hidalgo, Bürgermeisterin von Paris seit 2014, Präsidentschaftskandidatin 2022
- Pierre Joxe, Präsident des Rechnungshofes 1993–2001
- Bernard Kouchner, Gründer von Ärzte ohne Grenzen und Ärzte der Welt, 1996–1998 ausgetreten, 2007 ausgeschlossen
- Pascal Lamy, Generaldirektor der Welthandelsorganisation 2005–2013, EU-Kommissar 1999–2004
- Jack Lang, Kultur- bzw. Bildungsminister 1981–1986, 1988–1993, 2000–2002
- Jean-Yves Le Drian, Außenminister seit 2017; Präsident der Region Bretagne 2004–2012 und 2015–2017; Verteidigungsminister 2012–2017, 2018 ausgetreten
- Louis Mermaz, Präsident der Nationalversammlung 1981–1986
- Arnaud Montebourg, Wirtschaftsminister 2012–2014, 2017 ausgetreten
- Pierre Moscovici, Präsident des Rechnungshofes seit 2020, EU-Kommissar 2014 bis 2019, Wirtschafts- und Finanzminister 2012–2014
- Edgard Pisani, EG-Kommissar 1981–1985
- François Rebsamen, Bürgermeister von Dijon 2001–2014 und seit 2015
- Ségolène Royal, Präsidentschaftskandidatin 2007
- Dominique Strauss-Kahn, Direktor des IWF 2007–2011, Wirtschafts- und Finanzminister 1997–1999

## Liste der Parteitage
- Mai 1969: in Alfortville
- Juli 1969: in Issy-les-Moulineaux
- Juni 1971: in Épinay
- Juni 1973: in Grenoble
- Januar/Februar 1975: in Pau
- Juni 1977: in Nantes
- April 1979: in Metz
- Januar 1981: in Créteil
- Oktober 1981: in Valence
- Oktober 1983: in Bourg-en-Bresse
- Oktober 1985: in Toulouse
- April 1987: in Lille
- März 1990: in Rennes
- Dezember 1991: in der Arche de la Défense
- Juli 1992: in Bordeaux
- Oktober 1993: in Bourget
- November 1994: in Liévin
- November 1997: in Brest
- November 2000: 2. Parteitag von Grenoble
- Mai 2003: in Dijon
- November 2005: in Le Mans
- November 2008: in Reims
- Oktober 2012: in Toulouse
- Juni 2015: in Poitiers
- 23April 2018 in Aubervilliers
- September 2021: in Villeurbanne.

Außerdem findet jedes Jahr Ende August in La Rochelle eine „Sommeruniversität“ (Université d’été) statt, ein Kongress mit etwas offeneren Debatten als auf den regulären Parteitagen.